# Beneath the Remains
Beneath the Remains (рус. Среди останков) — третий студийный альбом бразильской метал-группы Sepultura, выпущенный 7 апреля 1989 года на лейбле Roadrunner Records. Это первый альбом группы, выпущенный в США на лейбле Roadrunner Records. Альбом был распродан в количестве более чем 600 тысяч экземпляров во всём мире.

## Подготовка к записи
Beneath the Remains альбом, для работы над которым Sepultura наняла опытного продюсера Скотта Бёрнса и подписала контракт с звукозаписывающей компанией Roadrunner Records. Также на этом альбоме было уделено большое внимание текстам песен. В начале существования группы Макс Кавалера испытывал трудности с выражением своих мыслей на английском языке. Но к моменту создания Beneath the Remains он поднял свой уровень владения языком. В текстах песен рассказывается о войне, противостоянии непонимающему обществу, самоубийстве, независимости и предательстве близким человеком. В то время это приветствовалось как классика в жанрах трэш-метала и дэт-метала. Согласно вокалисту Максу Кавалере, Sepultura «действительно нашла свой стиль» на этом альбоме.

## Запись
Макс Кавалера поехал в Нью-Йорк в феврале 1988 года и провёл целую неделю, ведя переговоры с лейблом Roadrunner. Хотя они предложили Sepultura сделку с 7 песнями, лейбл был не уверен в потенциале продаж группы, бюджет альбома был небольшим по меркам лейбла и составил 8 000 долларов, но в конце записи стоимость была превышена почти в два раза по сравнению с первоначальным бюджетом.
Скотт Барнс, который известен работами с Obituary, Death и Morbid Angel, был выбран продюсером. Он согласился работать за столь низкую зарплату ($2000), только потому, что ему был интересен рынок Бразилии.
Sepultura потратила последнюю половину декабря 1988 года, делая запись альбома в студии Nas Nuvens в Рио-де-Жанейро, с 20:00 до 5:00.

## Обложка
Это был их первый альбом, для обложки которого использовалась работа американского художника-иллюстратора Майкла Уэлана. Изначально Sepultura планировали использовать другую иллюстрацию Майкла Уилана - Bloodcurdling Tales of Horror and the Macabre (с англ. — «Леденящие кровь истории страха и ужаса»). Игорь Кавалера даже вытатуировал часть этой картины на своей руке. Тем не менее, Roadrunner Records убедили Sepultura использовать Nightmare in Red (с англ. — «Кошмар в красном»), так как они считали, что это лучше подходит для Beneath the Remains. Позже Монте Коннер из Roadrunner отправил первоначально выбранный рисунок группе Obituary, которые использовали его для своего альбома Cause of Death, выпущенного через год после Beneath the Remains. В течение многих лет после инцидента Игорь Кавалера был зол на Монте Коннера за то, что он раздал обложку его альбома.

## Список композиций
| №   | Название                                              | Длительность |
| --- | ----------------------------------------------------- | ------------ |
| 1.  | «Beneath the Remains»                                 | 5:11         |
| 2.  | «Inner Self»                                          | 5:07         |
| 3.  | «Stronger Than Hate»                                  | 5:50         |
| 4.  | «Mass Hypnosis»                                       | 4:22         |
| 5.  | «Sarcastic Existence»                                 | 4:43         |
| 6.  | «Slaves of Pain»                                      | 4:00         |
| 7.  | «Lobotomy»                                            | 4:55         |
| 8.  | «Hungry»                                              | 4:28         |
| 9.  | «Primitive Future»                                    | 3:08         |
| 10. | «A Hora e a Vez do Cabelo Nascer (Os Mutantes cover)» | 2:23         |
| 11. | «Inner Self (drum track)»                             | 5:11         |
| 12. | «Mass Hypnosis (drum track)»                          | 4:22         |

Дорожки 10-12 — бонус-треки с ремастер-переиздания 1997 года. Две последние композиции — инструментальные.

## В записи участвовали
- Sepultura — продюсер
  - Макс Кавалера — вокал, гитара
  - Андреас Киссер — гитара
  - Пауло Шисто Пинто младший— бас-гитара
  - Игор Кавалера — ударные
- Скотт Бернс — продюсер, инжиниринг
- Монти Коннер — исполнительный продюсер
- Антуан Мидани — ассистент инженера
- Том Моррис — микширование
- Майкл Уэлан (Michael Whelan) — иллюстрация обложки («Кошмар в Красном»)
- Уэсли Х. Рэффэн — фотографии
- Марк Веисс — фотографии
- Эрик де А — фотографии
- Джефф Даниэль — (Переиздание)
- Джордж Мэрино — повторный ремастеринг (Переиздание)
- Дон Кэй — надпись на обложке диска (Переиздание)